# Roland Braun (Nordischer Kombinierer)
Roland Braun (* 1. Mai 1972 in Freudenstadt) ist ein ehemaliger deutscher Nordischer Kombinierer und Skispringer.

## Werdegang
Robert Braun besuchte die Robert-Gerwig-Schule in Furtwangen, die später auch zahlreiche Medaillengewinner bei Olympischen Winterspielen besuchten, darunter Sven Hannawald, Fabian Rießle oder Benedikt Doll.
Bei der Deutschen Meisterschaft im Skispringen 1992 in Oberhof gewann er die Bronzemedaille von der Normalschanze. Im weiteren Verlauf seiner Karriere war er als Kombinierer aktiv, so auch bei den Olympischen Winterspielen 1994 in Lillehammer. Im Einzelwettkampf belegte er den 35. und im Mannschaftswettkampf den 10. Rang.
Bei den Deutschen Meisterschaften 1996 gewann er zusammen mit Niclas Kullmann für den Skiverband Baden-Württemberg den Meistertitel im Teamwettbewerb.
Beim VfL Pfullingen ist er als Trainer für das Skispringen und die Nordische Kombination zuständig.

## Persönliches
Roland Brauns Bruder Friedrich Braun, der bereits im Alter von 45 Jahren verstarb, wurde 1986 zusammen mit Robert Leonhardt, Christian Rimmel und Dieter Thoma Junioren-Weltmeister im Skispringen beim Teamspringen.